# ニコラス・ジェイコブセン
ニコラス・ジェイコブセン (Nicolas Jacobsen) は、アメリカ合衆国のハッカー。少なくとも1年間にわたってT-モバイル顧客の個人情報に違法にアクセスしていたハッカーである。彼は2004年10月にアメリカ合衆国シークレットサービスによる捜査後に逮捕され、司法取引の一環として裁判で有罪を認めた。
ジェイコブセンのサイバー標的には、シークレットサービスからエージェントに電子メールで送信された文書の公開に加えて、パリス・ヒルトンのT-Mobile Sidekick IIも含まれていると報告されている。